# Phyllocnistis bourquini
Phyllocnistis bourquini là một loài bướm đêm thuộc họ Gracillariidae, known from Argentina. Ấu trùng ăn Tessaria integrifolia.